# Триниль
Триниль — открытое палеоантропологическое местонахождение на острове Ява в Индонезии, известное своими результативными раскопками. Расположено на Центральной Яве в округе Нгави в 35 км северо-западнее города Мадиун.
Оригинальные окаменелости питекантропа (Java Man) были найдены голландским анатомом Эженом Дюбуа на острове Ява. В сентябре 1891 года в долине реки Соло недалеко от деревушки Триниль он находит ископаемый зуб, одновременно похожий и на человеческий, и на зуб человекообразной обезьяны. Находка залегала в слоях возрастом около миллиона лет. Ещё два года упорных раскопок позволили ему обнаружить черепную крышку и берцовую кость. Тщательные измерения и сравнение с аналогичными костями человека и человекообразных обезьян убедили Дюбуа, что перед ним остатки промежуточного вида, в строении которого перемешались черты, характерные для антропоида и человека. Дюбуа называет это существо Pithecanthropus erectus (обезьяночеловек прямоходящий), взяв предложенное ещё Эрнстом Геккелем родовое название. В Триниле также были найдены почерневшие кости животных и залежи древесного угля среди окаменелостей, что свидетельствует об освоении огня древними людьми.
Результаты анализа раковин моллюсков, выброшенных в кучи, показали, что минимальный возраст когда люди съели моллюсков составляет 540—430 тыс. л. н. На одной раковине был обнаружен процарапанный зигзаг, идущий через всю раковину.
У бедренной кости Trinil 1 по сравнению с  бедренными костями питекантропов и с бедренными костями архаичных представителей рода Homo из Африки отсутствуют такие ключевые характеристики как относительно длинная шейка и низкое положение минимальной срединно-боковой ширины тела кости. Таким образом, существует высокая вероятность, что эта бедренная кость в действительности принадлежит значительно более позднему виду и её первоначальная датировка и включение в описание Pithecanthropus erectus было ошибочным.